# 576i
576iとはユーラシア大陸で最も使用されていた動画の解像度。それらの国における標準画質である。有効垂直解像度576本かつ、インターレース（飛越走査）の動画を指す略称である。これはヨーロッパやソビエト連邦、中華人民共和国で使用されていた放送方式が有効垂直解像度が576本だったためで、それを放送、録画、再生するために使われた。画面アスペクト比は4:3もしくは16:9である。576iは欧州の放送規格DVB-Tで放送できる。フレームレートは50がよく使われる。その後、世界的に480iの約2倍の垂直解像度を持つ1080i(HD)に少しずつ移行した。D1-VTRにおいては720x576ピクセルである。D1端子で伝送できるが、これらの地域ではコンポーネント端子が使われている。
正方形ピクセルにおいて768×576（4:3）、44万2368画素の動画となる。ワイド画面にて1024×576（16:9）、58万9824画素となる。
主に使われている解像度は、DVDやDVB-Tにおける720x576、704x576である。

グリーンとブラジルを除く地域が576i

## 由来
世界のテレビ方式には大きく分けて2つの方式があった。日本やアメリカや南米で採用された60フィールド、もう一つが50フィールドである。これらの地域ではデジタル化された後も有効垂直解像度576、50フィールドの映像が使用された。
しかしカラーテレビ時代には、50フィールド地域でも異なる2つのカラー信号方式が採用されていた。西側ヨーロッパで使用されていたPALと、フランスとソビエト連邦とその友好国で使用されていたSECAMである。DVDやDVB-Tなどデジタル化した媒体が登場して、それらの地域の受像機に合わせた有効垂直解像度576本の映像が使われた。つまりデジタル化した際にはカラー信号の違いをあまり気にする必要は少なくなった。そして、現在ではNTSCを採用していた地域とともに1080iへ移行した。

## 解像度比較
- 576i/p（レッドとイエロー）1080i/p（シアン）720p（グリーン）480i/p（レッド）